# Juárez (Nuevo León)
Ciudad Benito Juárez is een voorstad van Monterrey in de Mexicaanse staat Nuevo León. De plaats heeft 78.644 inwoners (census 2005) en is de hoofdplaats van de gemeente Juárez.
Apodaca · Escobedo · García · Guadalupe · Juárez · Monterrey · Santa Catarina · San Nicolás de los Garza · San Pedro Garza García